# 德钦杜鹃
德钦杜鹃（学名：Rhododendron nakotiltum）为杜鹃花科杜鹃花属下的一个种。

## 扩展阅读
- 維基物種上的相關：德钦杜鹃